# Anomala simulans
Anomala simulans är en skalbaggsart som beskrevs av Thomas Casey 1915. Anomala simulans ingår i släktet Anomala och familjen Rutelidae. Inga underarter finns listade i Catalogue of Life.